# Ju/'hoan (taal)
Ju/'hoan is een Khoisan-taal die wordt gesproken door een deel van de Sanbevolking in Namibië. Schattingen over hoeveel mensen Ju/'hoan spreken, variëren van 15.000 tot 25.000 mensen. Ju/'hoan wordt gesproken in de regio Omaheke ten noorden van de plaats Gobabis, en de regio Otjizondjupa rond de plaats Tsumkwe. Andere benamingen voor Ju/'hoan zijn Kung-Tsumkwe, Xun en Kung.
Ju/'hoan behoort tot de Khoisan-talen en is nauw verwant aan Vasekela en !Xung.